# Rajd Polski 1937

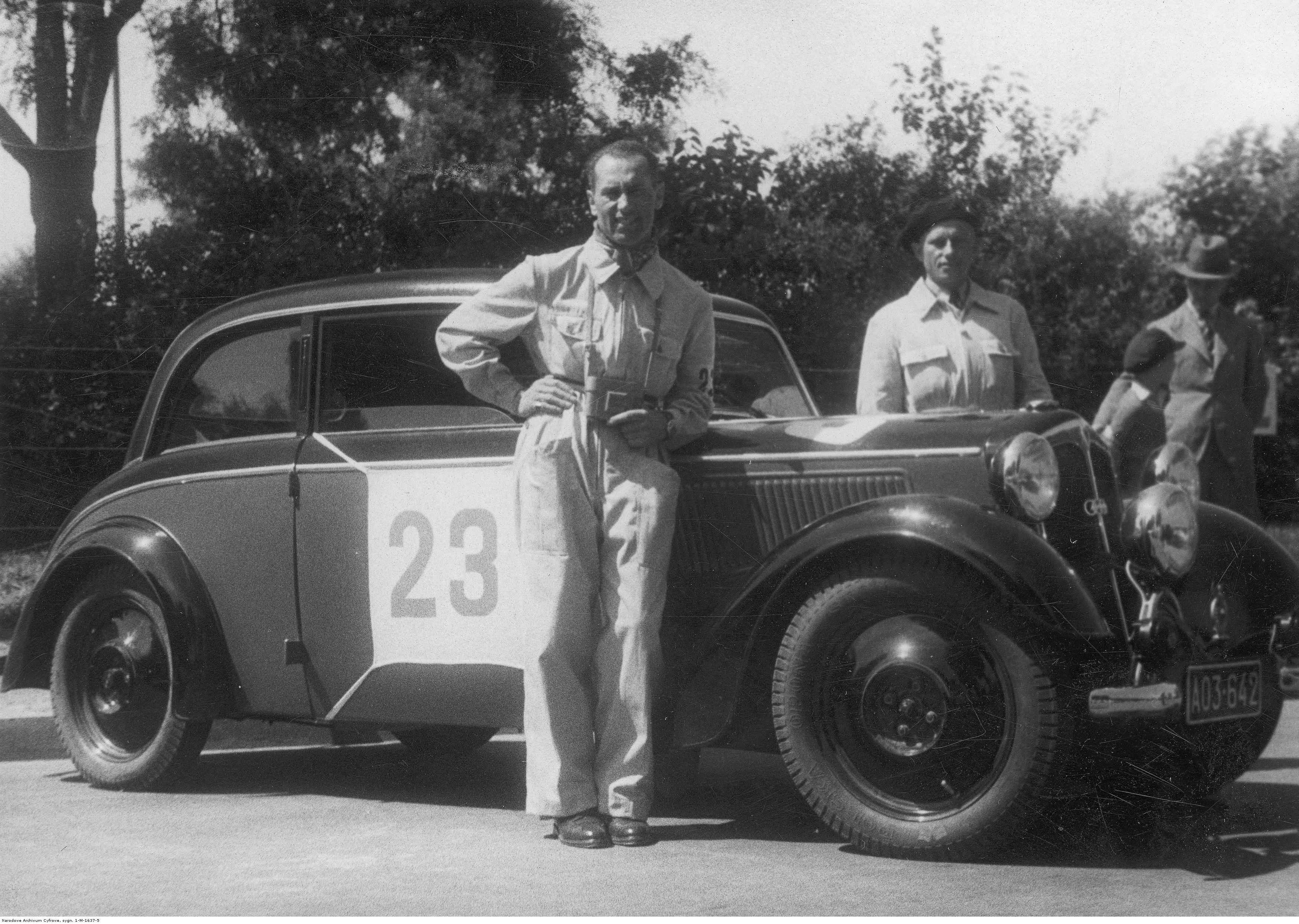
Wojciech Kołaczkowski przy samochodzie DKW oczekuje na start do Rajdu Polski 1937

Rajd Polski 1937 (a właściwie X Międzynarodowy Raid Automobilklubu Polski o Grand Prix Polski) – odbył się w dniach 6-11 czerwca 1937 roku. W rajdzie wzięły udział 24 załogi, w tym siedem zagranicznych. Trasa rajdu liczyła 2609 km i składała się z trzech etapów, który każdy zaczynał się i kończył w Warszawie. Komandorem rajdu był Janusz Regulski. Trasa rajdu:
- I etap: Warszawa - Grudziądz - Gdynia - Bydgoszcz - Warszawa
- II etap: Warszawa - Augustów - Grodno - Słonim - Białowieża - Warszawa
- III etap: Warszawa - Częstochowa - Ustroń - Kraków - Radom - Warszawa

Samochody uczestniczące w rajdzie zostały podzielone na sześć kategorie w zależności od pojemności skokowej silnika:
- auta najmniejsze do 1000 cm
- auta małe od 1000 do 1400 cm
- auta lekkie do 2000 cm
- auta średnie do 3000 cm
- auta duże do 4.000 cm
- auta wielkie powyżej 4 litrów pojemności

## Wyniki końcowe rajdu[3]
- auta najmniejsze

| Miejsce | Kierowca              | Samochód        | Punkty  |
| ------- | --------------------- | --------------- | ------- |
| 1       | Wojciech Kołaczkowski | DKW             | 3105,95 |
| 2       | Urban Siemiątkowski   | Polski Fiat 508 | 3103,98 |
| 3       | Tadeusz Paczesny      | DKW             | 3103,39 |

- auta małe

| Miejsce | Kierowca      | Samochód     | Punkty |
| ------- | ------------- | ------------ | ------ |
| 1       | Tadeusz Marek | Opel Olympia | -      |

- auta lekkie

| Miejsce | Kierowca            | Samochód     | Punkty  |
| ------- | ------------------- | ------------ | ------- |
| 1       | Paul von Guilleaume | Adler Trumpf | 3117.51 |
| 2       | Graf Peter Orssich  | Adler Trumpf | 3116.26 |
| 3       | Rudolph Sauerwein   | Adler Trumpf | 3115.03 |

- auta duże

| Miejsce | Kierowca           | Samochód         | Punkty  |
| ------- | ------------------ | ---------------- | ------- |
| 1       | Aleksander Mazurek | Chevrolet Master | 3114.82 |
| 2       | Vojtechowsky       | Aero 50          | 3113.83 |
| 3       | Witold Rychter     | Chevrolet        | 3113.74 |